# Roeselia apiciplaga
Roeselia apiciplaga är en fjärilsart som beskrevs av Max Wilhelm Karl Draudt 1918. Roeselia apiciplaga ingår i släktet Roeselia och familjen trågspinnare. Inga underarter finns listade.